# سنت جولین، نیوفاندلند و لابرادور
سنت جولین، نیوفاندلند و لابرادور (به انگلیسی: St. Julien's, Newfoundland and Labrador) یک منطقهٔ مسکونی در کانادا است که در نیوفاندلند و لابرادور واقع شده‌است. سنت جولین ۲۷ نفر جمعیت دارد.